# Кика (Вязниковский район)
Ки́ка — деревня в составе муниципального образования Октябрьского сельского поселения в Вязниковском районе Владимирской области России. Этот населённый пункт состоит из одной улицы.

## География
Деревня расположена около 10 километров от райцентра Вязники.

## Население
| 1859 | 1905 | 1926 | 2002 | 2010 | 2021 |
| ---- | ---- | ---- | ---- | ---- | ---- |
| 80   | ↗108 | ↗168 | ↘32  | ↘29  | ↗37  |